# Іжко Вікторія Вікторівна
Вікторія Вікторівна Іжко (до шлюбу Скачко; нар. 2 травня 1973) — радянська та українська футболістка, захисниця. Майстер спорту України. Виступала за збірну СРСР.

## Життєпис
В юному віці почала виступати на дорослому рівні в чемпіонаті СРСР за клуб «Арена» (Київ). Викликалася до збірної СРСР, де в 1990-1991 роках провела щонайменше 14 матчів. Учасниця першого офіційного матчу збірної СРСР — 26 березень 1990 року проти Болгарії (4:1), в якому вийшла на 61-ій хвилині замість Тетяни Бікейкіної.
Після розпаду СРСР продовжувала виступати за столичну «Арену» в чемпіонаті України серед команд вищої ліги. У 1993 році команда виграє національний чемпіонат, але по завершенні сезону припиняє свої існування. З 1993 року виступала за київські команди «Аліна» та «Юніса/Спартак». У 1997 році в складі «Аліни» вдруге в кар'єрі стає чемпіонкою України.
У 1998 році перейшла в російський клуб «Енергія» (Воронеж), провела щонайменше 4 матчів у вищій лізі Росії, виступаючи вже під прізвищем Іжко. Також зіграла один матч за воронезький клуб в серпні 2003 року.
У 2011 році номінувалася на V Національну церемонію нагородження «Вікторія Футболу» в номінації «Найкраща футболістка України», де розглядалися діючі й гравці, які завершили кар'єру.

## Досягнення

### Клубні
«Арена» (Київ)
- Чемпіонат України
  -  Чемпіон (1): 1993

«Аліна» (Київ)
- Чемпіонат України
  -  Чемпіон (1): 1997